# Carlos Rodrigues Corrêa
Carlos Rodrigues Corrêa dit Corrêa est un footballeur brésilien, né le 29 décembre 1980 à Limeira. Il évolue au poste de milieu défensif.

## Palmarès
- Dynamo Kiev
  - Vainqueur du Championnat d'Ukraine en 2007 et 2009.
  - Vainqueur de la Coupe d'Ukraine en 2007.
  - Vainqueur de la Supercoupe d'Ukraine en 2007, 2009 et 2011.
- CR Flamengo
  - Vainqueur du Championnat de Rio de Janeiro en 2010.